# Струпіна
Струпіна (пол. Strupina, нім. Stroppen) — село в Польщі, у гміні Прусиці Тшебницького повіту Нижньосілезького воєводства.
Населення — 454 особи (2011).
У 1975-1998 роках село належало до Вроцлавського воєводства.

## Демографія
Демографічна структура станом на 31 березня 2011 року:
|          | Загалом | Допрацездатний вік | Працездатний вік | Постпрацездатний вік |
| -------- | ------- | ------------------ | ---------------- | -------------------- |
| Чоловіки | 241     | 53                 | 165              | 23                   |
| Жінки    | 213     | 26                 | 130              | 57                   |
| Разом    | 454     | 79                 | 295              | 80                   |